# Guyana Amateur Basketball Federation
Der  Guyanische Basketballverband ist der offizielle Basketballverband in Guyana. Er hat seinen Sitz in Georgetown.

## Geschichte und Aufgaben
Der 1961 gegründete Verband ist seit 1961 Mitglied der Fédération Internationale de Basketball (FIBA) und damit auch Mitglied der FIBA Amerika.
Präsident des Verbandes ist zur Zeit Michael Singh. Sein Generalsekretär ist Patrick Haynes.
Der Verband ist für die Organisation, Leitung und Entwicklung des Basketballsports in Guyana verantwortlich. Der Verband vertritt den Basketballsport gegenüber Behörden sowie nationalen und internationalen Sportorganisationen.
Zusätzlich verteidigt der Verband auch die moralischen und materiellen Interessen des Guyanischen Basketballs. Der Verband organisiert die Nationale Meisterschaft und ist für die Guyanische Basketballnationalmannschaft und die Guyanische Basketballnationalmannschaft der Damen verantwortlich.

## Informationen zum Verband
| Kriterium                   | Fakten         |
| --------------------------- | -------------- |
| Abkürzung                   |                |
| Gründungsjahr des Verbandes | 1961           |
| Jahr des FIBA-Beitritts     | 1961           |
| Kontinentaler Verband       | FIBA Amerika   |
| Sitz des Verbandes          | Georgetown     |
| Präsident                   | Michael Singh  |
| Generalsekretär             | Patrick Haynes |
| Sonstiges                   |                |
| Höchste Liga                |                |

## Koordinaten des Verbandsitzes
6° 47′ N, 58° 10′ W